# TOKYO TRIBE2
『TOKYO TRIBE 2』（トウキョウ トライブ トゥー）は、井上三太による漫画作品。
本項ではこの漫画作品と、これを原典として製作された連続テレビアニメ、および実写映画作品、また舞台作品について記述する。

## 概要
漫画『TOKYO TRIBE』の続編。ファッション誌『boon』（祥伝社）において、1997年から2005年まで連載された。単行本は全12巻。
前作と同じく架空の町、“トーキョー”に生きる若者達の日常を描いている。暴力、犯罪、殺人、セックス、そして愛と友情を、実に過激に、過剰に描写している。現代社会に巣食う退廃した若者達の暗黒面が曝されている。また、ヒップホップやR&Bなどの音楽の小ネタが作品中に散りばめられている。
架空の町とされているが実際の町並みが描写されていることが多い。テラが襲われた吉祥寺、ガリレオとの戦いの高井戸の杉並清掃工場、ムサシノの溜り場ペニーズは杉並区宮前のロイヤルホスト（現在は閉店）など。

## あらすじ
伝説のシブヤ暴動から5年。依然トーキョーにはいくつものトライブ（族）が存在していた。少年たちは徒党（=トライブ）を組み、各々の町を縄張りとし日々を生きている。トライブのひとつ、ムサシノSARUのメンバーである主人公・出口海（でぐち かい）も、いつものように仲間達との変わりない日々を送っていた。
そんな中、かつて海の親友だったメラが率いるトライブ、ブクロWU-RONZの手によってSARUのメンバーが凄惨な死を迎える。穏健派であるリーダーのテラは暴力による事態の解決を禁じたものの、そのテラ自身もメラの手によって殺害されてしまう。テラの意思を尊重し戦いを拒む海と、報復を唱える強硬派。生み出された火種は再びトーキョー中を巻き込んだ抗争へと発展していく…。

## 登場人物
※「声」 - アニメ版で声を当てた声優 / 「演」 - 実写映画の演者。舞台版の演者は#舞台を参照。

### ムサシノSARU
50人ほど。ファミリーレストラン「ペニーズ」にたむろしている。テラが死ぬまでは比較的穏健なグループだった。
出口 海（でぐち かい）
声 - 浪川大輔 / 演 - YOUNG DAIS
本作の主人公。ブラックミュージックを愛する友情に厚い少年。19歳。天才的なDJテクニックを持っているが、厳格な父との関係に悩み、かつての親友だったメラとの関係にも複雑な思いを抱いている。抗争が激化していく中、リーダーであるテラさんを失ったムサシノSARUのリーダーとして仲間を守るために成長していく。戦いの際には金属バットを手にしているが、必要の都度購入している。
ハシーム
声 - 肥後誠 / 演 - 石井勇気（パンダユナイテッド）
本名「橋村忠男」。海の親友であり、彼と同様にムサシノSARUのメンバー。自称写真家志望で 櫛の刺さったアフロヘアーがトレードマーク。スケベでお調子者だが、海の危機に際しては勇気をふるって敵に立ち向かう一面も見せる。後輩にあたる書記長とは何かと凸凹コンビぶりを見せる。
書記長
声 - 水島大宙
本名「田宮肇」。メモ帳（アニメではPDA）を片手にメモを取る姿からハシームがブレジネフ書記長にちなんで命名した。後にスカンクと通じてSARUの内情を報告していたことが判るが、友情を信じた海たちは何も咎めず、彼もまた友情を選ぶ。
テラさん
声 - うえだゆうじ / 演 - 佐藤隆太
ムサシノSARUのリーダーで、メンバーの死に際しても報復をしないよう訴える穏健派。23歳。外伝によればシヴヤ暴動で命を落とした渚（前作「TOKYO TRIBE」主人公）とは友人同士であり、渚の死をきっかけにシヴヤを離れムサシノクニに移った。ムサシノクニでの事件の際、ハシーム（アニメでは海）をかばってメラの刃に倒れたが、死後も海の精神的支柱として成長を導く存在となる。名前の由来は寺田ヒロオから。
権堂
声 - 勝矢
ムサシノSARU武闘派の代表格。殺された仲間の仇を取るためにブクロに乗り込むなど血気盛んだが、返り討ちに遭い傷を負うなど今ひとつ結果が伴わない。
裸武
声 - 菊池正美
高校生ながらもカリスマ・グラフィティライターの顔を持つ少年。
キム
声 - 真殿光昭 / 演 -  石田卓也
ブクロにたむろしているところをメラ達WU-RONZに発見されて殺害（アニメでは集中治療室に入る重態）された挙句、シヴヤのセンター街に晒し者にされる。

### ブクロWU-RONZ
構成員200人。チャイニーズ風のファッションをしている。実態は暴力団「仏波一家」の下部組織であり、彼らの存在によってブクロ全域の治安が悪化している。
メラ
声 - 三宅健太 / 演 - 鈴木亮平
ブクロWU-RONZリーダー。海とは親友同士だったが、過去に両親を殺され、恋人フジヲ（前作「TOKYO TRIBE」ヒロイン）を地下鉄での事故で失ったことで海を憎むようになる。大物ヤクザ「ビッグ・仏波（ブッバ）」の後ろ盾を得ているが、実はそのブッバこそ両親の仇であり、彼はその恨みを決して忘れず復讐の機会を狙っている。武器の日本刀は原作ではブッバに与えられた物だが、アニメでは最初から持っている。
かつての恋人フジヲと瓜二つのスンミに気をかけていくうちに、WU-RONZのリーダーとしての活動より彼女の救出を重視するようになり、最終的にリーダーの座をスカンクに奪われる。親の仇であるブッバを殺害後、海と和解し共にシヴヤの街を見渡すが、その直後亀吉（アニメではスカンク）に銃撃される。ラストシーンでは、海達が待つペニーズに再び現れたかのような描写がある。
原作やアニメ版ではスキンヘッドだが、映画版では金髪姿。映画版では凶悪かつエキセントリック人物で、個人的かつ瑣末な動機で一度しか面識のない海を付け狙う。
スカンク
声 - 腹筋善之介 / 演 - 松浦新
元いじめられっ子。メラに助けられて彼の押しかけ舎弟となる。海とメラの友情に食い込むようにまとわりつき、メラが海と袂を分かった際には彼に同行した。海に対して異常なまでの嫉妬心を見せ、それは海とメラが袂を分かった後も変わってはいない。実は、メラが愛するものを全て失ったことを海のせいにした張本人である。
しかし、スンミに気を向けるメラに次第に失望し、メラさえも裏切ることになる。その後は権力への欲望にとりつかれ、ブッバの権力を盾にブクロWU-RONZを乗っ取りNEO WU-RONZを結成。恐怖政治により手下を従え、シンヂュク以外を手中に収めるまでに成長。ブッバの資金を勝手に使用し（ブッバはスンミの一件から精神に異常をきたしており、誰も咎めるものがいなかった）、買い集めた兵器や銃器などで武装した、自身を皇帝としたスカンク帝国を立ち上げ、我が物顔で進撃を開始。大司祭からさらなる権力を得るためスンミ奪還に乗り出すも、途中でメラにブッバが殺され後ろ盾がなくなったために帝国は崩壊。それでも執念でスンミを手に入れ、ジャダキンスに手渡したがその時点で用済みとされ、列車が走る地下鉄線路に投げ込まれあっけない最期を遂げる。アニメ版ではその後も生きており、原作版での亀吉がメラを拳銃で狙撃する場面はスカンクに変更されていた。原作やアニメ版ではスキンヘッドだが、映画版では地毛での横モヒカン姿。
ツッチー
声 - 稲田徹
波平
声 - 高橋広樹
アゴ
声 - 浜田賢二
かつてはメラに従っていたが、スカンクの甘言により寝返る。しかしスカンクのやり方についていけなくなり、スカンクの行動をメラに報告する役割を務めた。
その関係がスカンクに知れたため殺害される。
ジョン
声 - 宮崎一成

### シンヂュクHANDS
構成員100人。シンヂュクを拠点とし、銃器と戦闘車両で武装したミリタリー系のトライブ。武装度ではトライブの中でも群を抜いているが、（経緯は不明なものの）リーダー巌の改心もあってか、前作と違ってWU-RONZほどの悪事をしている描写はない。
巌
声 - 石井康嗣 / 演 - 大東駿介
前作から引き続き登場。「シンヂュクHANDS」のリーダー。普段はミリタリーショップのオーナーを務めているが、抗争の際は戦闘服に兜という強烈な出で立ちで登場する。性格は穏やかになっているが、スカンク帝国対策の会議で、海に反発して彼を刺そうとしたトライブのメンバーの一人に激怒するなど、血気盛んなところが残っている。容姿のモデルは、前作の単行本のメイキングページで作者が、「巌のモデルはアイス・キューブで、彼が登場している映画を見て巌の姿を思いついた」と発言している。
威武（イブ）
声 - 本田貴子
巌の妻でHANDSの会計係。夫に加勢すべく戦車を駆ってやってくる勇ましい女性。ジャダキンスの急撃にあわやという場面もあったが、からくも難を逃れた。名前と容姿はイヴが由来である。
レフティー
シンヂュクHANDSのメンバー。メラの車を制止した際に腕を切り落とされて隻腕となるが、その後地下鉄の工事現場に閉じこめられたメラを襲撃した際再び腕を切られてしまう。なお、アニメでは両腕一度に切り飛ばされた。
コッホラー
HANDSのメンバーで、濃い髭と、サングラスが特徴。レフティーと一緒にいることが多いが、相方が戦線離脱したため、巌のガードになることが多かった。

### シヴヤWARU
シヴヤをテリトリーにしている。シヴヤSARUの後追いチームであり、通行人を無差別に襲いかかるなど悪事を行う。
チカチーロ
声 - 山口祥行
シヴヤSARUに憧れ、その伝説を引き継ぐべく「シヴヤWARU（ワル）」を結成した。彼とメンバーはSARUパーカーを模した「WARU」の字が入ったパーカーの下に武士のような髷を結った少々奇妙な出で立ちである。名前の由来はアンドレイ・チカチーロから。
コレッズ
声 - 中野裕斗

### 仏波一家
ビッグ・仏波（ブッバ）
声 - 郷里大輔 / 演 - 竹内力（ブッバ名義）
ブクロWU-RONZの後ろ盾としてブクロを影で牛耳る巨漢の大物ヤクザ。強欲かつ残忍な性格であり、時折非合法な方法で連れてきた人間を手下に惨殺させて楽しんでいる。メラが仇と狙う人物。シローとイットクという側近がいる。ホテトル嬢として働かせていたスンミが実はウォンコンを牛耳る大司祭の娘だと知るや、精神を崩壊、一時は幼児退行にも似た状態になる。
終盤スンミを手に入れたことで漸く落ち着きを取り戻すも、直後乗り込んできたメラに『両親と同じ状態で』惨殺された。
名前の由来はノトーリアス・B.I.G.の曲名・愛称から。
ンコイ
声 - 三木眞一郎 / 演 - 窪塚洋介
ブッバの一人息子で「スーパー男子校生」の肩書きを持つ少年。女の子に囲まれてチャラチャラしているが、戦闘能力は高くサバイバルナイフを使いこなす。メラの企みを見抜いており、地下鉄の工事現場で彼を亡き者にしようとするが失敗。海とガリレオの戦いの最中に背後からメラに刺されて、その後、瀕死の重傷でたちあがり、メラを上階にいく階段で追跡するがハシームがたまたま作動させてしまった換気設備の風圧に巻き込まれ、そこに落下し命を落とす。
ガリレオ
声 - 梁田清之
ンコイの友達。筋肉も逞しい桁外れの巨漢だが頭は弱い。少年時代に列車事故で両手首を失った（アニメでは明確な描写はされていない）がンコイに義手を貰って以来、彼に忠誠を誓っている。ひとたび暴走すると手がつけられない。
ンコイが死亡した経緯を知る唯一の人物であるが、生来の頭の悪さから親のブッバにうまく伝えられず、やきもきしていた。
終盤ブッバ邸に乗り込んだメラに、ンコイの仇として襲い掛かるが、海とメラにより階段の吹き抜けから突き落とされる。その後の経緯は不明。
アニメではブッバ邸での戦いの後、記憶を失ったと思われる状態でムサシノクニに現れた。
ジャダキンス
声 - 松山タカシ / 演 - ベルナール・アッカ
拳法着と黒いマントに身を包んだ、ウォンコンからの殺し屋。ガリレオとの力比べにも顔色一つ変えず義手を捻り潰すほどの人間離れした戦闘力を持つが、ウォンコンの言葉しか話せないので亀吉という通訳を帯同している（アニメ版では亀吉は登場せず、PSPのような携帯端末（声 - AKIKO））を使う。劇中の描写から、生身の人間ではないと推測される。
名前は米国のラッパージェイダキスの名を作者が読み間違えていたことが由来である。
亀吉
演 - 丞威
ウォンコンからジャダキンスとともにやってきた男。ジャダキンスがウォンコンの言葉しか話せないため、通訳を務めている。
シロー
声 - 志村知幸
イットク
声 - 魚建

### その他
スンミ/エリカ＝N・デーシア
声 - 小林ゆう / 演 - 清野菜名
舞台 - 宮澤佐江
ブッバの息がかかった風俗店「SAGA」に所属する風俗嬢。「猫狩り」（ブッバは店で働かせるため、WU-RONZに女性を拉致させている）で集められてきた。メラの亡き恋人フジヲにうり二つであり、面影を追うメラは彼女に便宜を図っているが彼女自身はメラの束縛を嫌っており解放されたいと願っている。その正体は大司祭の孫娘である。
堀越のり
声 - 豊口めぐみ / 演 - 市川由衣（のりちゃん名義）
ムサシノSARUのたまり場、ファミリーレストラン「ペニーズ」のウェイトレス。海やメラ、スカンクとは同じ学校の同級生にあたる。海に対して密かに思いを寄せている。モデルは堀越のり。
フジヲ
声 - 水沢史絵
前作「TOKYO TRIBE」のヒロインにしてメラの恋人。スンミと瓜二つの容姿である。渚を失い傷心のままメラと付き合い、彼の仲間である海、スカンクと4人で仲良くしていた（スカンクのほうはメラに近づく海とフジヲをよく思っていなかった）が、ある日海の目の前で地下鉄に落ち、電車に撥ねられ死亡する。その後、スカンクが「フジヲを殺したのは海だ」と偽った。
メラの父
メラの母
声 - 斉藤貴美子
夫婦でコンビニを経営していた。資金繰りに苦しみブッバから100万円の借金をしてしまい、両手足を切断されて殺害される。この時メラは海に「DJコンテストの賞金を持ってきて欲しい」と頼んだがスカンクが海の携帯を持っていたため叶わなかった。
レンコン・シェフ
声 - 辻親八 / 演 - 井上三太
シヴヤSARUのOBで、現在ではシヴヤで「シェフの店」を営んでいる。抗争の終結に向けて行動していたが、スカンクの差し金によりジャダキンスに襲撃され重傷を負う。
スリーピー
声 - 小山力也
ハマを拠点に活動するローライダー系トライブ「045ブルドッグス」のプレジデント（リーダー）。ハシームを頼ってムサシノクニに現れ、SARUと共闘する。ブレードが特徴で、本人曰く「ハマのギャルで知らないコはいない」程手が早く、ブッバの手下に対して弾丸よりも早くビンタを放った。名前と容姿は恐らくラッパーのスヌープ・ドッグから。
ドン・チーチ
声 - 松山タカシ
マチダを拠点とするトライブ「マチダTHUG（サグ）」リーダーで、豪勢な毛皮に身を包んだスキンヘッドの巨漢。両目尻にある涙のタトゥーは、殺した相手の数と言われている。共闘を決めた後は海やスリーピーと共にブッバのアジトに乗り込んだ。容貌がラッパーのベイビーそのままである。
大司祭
声 - 柴田秀勝 / 演 - でんでん
ウォンコンの支配者。行方の分からない孫娘を探すため、日本にジャダキンス達を送り込んだ。
アポジ
声 - 菊池正美
街で新聞を売っている老人。
ファルコン城ヶ崎
声 - 安元洋貴
店員
声 - AKIKO
キャンディ
声 - 豊口めぐみ
原木中山
声 - 魚建
アナゴ
声 - 浜田賢二
ケイ
声 - 水沢史絵
グルメ
声 - 中村悠一
ペニーズ店長
声 - 稲田徹

## 書誌情報
- 祥伝社〈祥伝社コミックス〉。A5判変形判。ソフトカバー。

1. 1998年7月24日発行。198p。ISBN 4-396-77001-4
2. 1999年3月8日発行。206p。ISBN 4-396-77002-2
3. 1999年11月30日発行。206p。ISBN 4-396-77004-9
4. 2000年7月15日発行。206p。ISBN 4-396-77005-7
5. 2001年3月19日発行。206p。ISBN 4-396-77008-1
6. 2001年11月19日発行。200p。ISBN 4-396-77009-X
7. 2002年7月17日発行。200p。ISBN 4-396-77011-1
8. 2003年5月19日発行。通常版:200p、ISBN 4-396-77012-X。特別版:特別付録のCD付き、204p、ISBN 4-396-77013-8。
9. 2004年1月24日発行。200p。通常版:ISBN 4-396-77014-6。特別版:特別付録のCD付き、ISBN 4-396-77015-4。
10. 2004年10月22日発行。200p。ISBN 4-396-77016-2

## 評価
1999年に、手塚治虫文化賞の候補になるが、受賞には至らなかった。

## テレビアニメ
『TOKYO TRIBE 2』（トウキョウ トライブ トゥー）のタイトルで2006年11月11日から2007年2月17日までWOWOWにて放送。全13話。一部の場面や登場人物が割愛されているほか、劇中の暴力描写のうち登場人物が頭部を切断されるような場面（ブクロで殺害されたキムたち3人の描写、テラさんの最期など）に変更がなされているものの、それでもかなり暴力的な描写が多いせいか、放送時にPG-15指定が相当と判断された。

### スタッフ
- 原作 - 井上三太（祥伝社刊）
- 監督・シリーズ構成・脚本 - 佐藤竜雄
- 助監督 - 増原光幸、遠藤卓司
- キャラクターデザイン - 江本正弘
- 総作画監督 - Cindy H.Yamauchi
- 美術監督 - 衛藤功二
- 美術設定 - 皆上千恵
- 色彩設計 - 堀川佳典
- 撮影監督 - 森下成一、小西庸平
- オフライン編集 - 西山茂
- 音響監督 - たなかかずや
- 音楽 - MURO 柳川剛
- エグゼクティブプロデューサー - 村田太一、豊島雅郎、峯崎順朗、峯岸卓生、丸田順悟
- プロデューサー - 上舞祐司、佐藤至信、磯田敦仁、北浦宏之、大野実、小岐須泰世、二方由紀子、原史倫
- アニメーションプロデューサー - 諸澤昌男
- アニメーション制作 - マッドハウス
- 製作 - 「TOKYO TRIBE2」フィルムパートナーズ

### 主題歌
オープニングテーマ「TOP OF TOKYO」
歌 - ILLMATIC BUDDHA MC's / Words - H.Kimura,T.Hiraguri,H.Kon / Music - H.Kon
エンディングテーマ「TT2 オワリのうた」
歌 - スチャダラパー / Words&Music - M.Koshima,Y.Matumoto,S.Matumoto

### 各話リスト
本作品にはサブタイトルはない。
| 話数      | 絵コンテ          | 演出                  | 作画監督                                                         |
| --------- | ----------------- | --------------------- | ---------------------------------------------------------------- |
| track：1  | 佐藤竜雄          | 増原光幸              | 金紀杜                                                           |
| track：2  | 佐藤竜雄          | ながはまのりひこ      | Kim Gi-Du                                                        |
| track：3  | 駒井一也          | 駒井一也              | 駒井一也                                                         |
| track：4  | 林秀夫            | 鈴木孝聡              | You Seung Hee、Jang Soung Ho                                     |
| track：5  | 堀元宣            | 末田宜史              | Cindy H.Yamauchi 村谷貴志、内田裕                                |
| track：6  | 堀元宣            | 堀元宣                | 堀元宣                                                           |
| track：7  | 若林厚史          | 若林漢二 久保川絵梨子 | Kim Gi-Du、Her Hea-Jung                                          |
| track：8  | 佐藤竜雄          | 遠藤卓司              | 内田裕、江本正弘 Ko Kyoung Nam                                   |
| track：9  | 愚嵐把            | 末田宜史              | Kang Chi-gun、Park Hea-won Jung Ju-wang、Heo,Hye-joung Kim,Gi-du |
| track：10 | 愚嵐把            | 鈴木孝聡              | You Seung Hee、Cho Yong Joo 江本正弘、村谷貴志                   |
| track：11 | 大塩万次郎        | 萩原露光              | 最上崇                                                           |
| track：12 | 林秀夫            | 林秀夫                | Yang Kwang Seock                                                 |
| track：13 | 駒井一也 佐藤竜雄 | 遠藤卓司              | Ko Kyoung Nam                                                    |

## 実写映画
『TOKYO TRIBE』（トウキョウ トライブ）のタイトルで園子温監督・脚本により映画化され、2014年8月30日に公開された。鈴木亮平 とラッパーのYOUNG DAIS（N.C.B.B）のダブル主演。第39回トロント国際映画祭ミッドナイト・マッドネス部門正式出品作品。
題名に「2」は付いていないが、あくまでも「2」を原作としている。しかしタイムリミットを軸にしたストーリー構成など「1」に近い要素もある。
一部キャストの一次審査をYouTubeに動画を投稿する形で公開オーディションを行い、その結果海役にHIPHOPワールドでは有名なラッパー・YOUNG DAIS（ヤング ダイス）が起用されるなど、既存の形式に囚われない形のキャスティングが行われた。世界初の「バトルラップミュージカル」として、本物のラッパーが多数出演して台詞がラップのミュージカル仕立てで、全員が吹き替えなしのアクションに挑戦。全てオープンセットで、日活調布撮影所にてオールセットで撮影が行われた。興行収入は2億円。

### スタッフ
- 原作 - 井上三太『TOKYO TRIBE2』（祥伝社刊）
- 監督・脚本 - 園子温
- 撮影 - 相馬大輔
- 編集 - 伊藤潤一
- 美術 - 林田裕至
- 装飾 - 坂本朗
- スタイリスト - 前田勇弥
- ヘアメイク - 本田真理子
- 衣装デザイン - 松本智恵子
- 音楽 - BCDMG
- 主題歌 - YOUNG DAIS (N.C.B.B), SIMON, Y’S & AI「HOPE -TOKYO TRIBE ANTHEM-」[7]
- アクション監督 - 匠馬敏郎
- アクションコーディネイター - 角田明彦
- 音響 - 斉藤昌利
- ラップ監修 - EGO/SIMON/Mary Jane(Luna & Tsugumi)
- 助監督 - 木之本豪
- 企画・製作 - フロム・ファーストプロダクション、日活
- 制作プロダクション - ジャンゴフィルム
- 制作協力 - 日活調布撮影所
- 配給・宣伝 - 日活
- 製作 - “TOKYO TRIBE”　FILM PARTNERS

### キャスト

#### 主要人物
- メラ - 鈴木亮平
- 海 - YOUNG DAIS
- スンミ - 清野菜名
- 巌 - 大東駿介
- キム - 石田卓也
- のりちゃん - 市川由衣
- エレンディア - 叶美香
- KESHA - 中川翔子
- テラ - 佐藤隆太
- MC・SHOW - 染谷将太
- 大司祭 - でんでん
- ンコイ - 窪塚洋介
- ブッバ - 竹内力

#### その他
- ジャダキンス - ベルナール・アッカ
- 亀吉 - 丞威
- 用心棒 - 高山善廣
- スカンク - 松浦新
- ハシーム - 石井勇気（パンダユナイテッド）
- ヨン - 坂口茉琴
- 新米警官 - 佐々木心音
- ベテラン警官 - 中野英雄
- ムカデ - 北村昭博

## 舞台
『TOKYO TRIBE』（トウキョウ トライブ）のタイトルで、2017年9月30日から10月8日まで東京・TSUTAYA O-EAST、10月11日から12日まで愛知・Zepp Nagoya、10月21日から22日まで大阪・松下IMPホールにて公演された。

### スタッフ（舞台版）
- 原作：井上三太「TOKYO TRIBE2」
- 構成：家城啓之
- 演出：伊藤今人
- 振付：梅棒、Beat Buddy Boi、植木豪
- 音楽監督：KEN THE 390
- テーマソング：MIYAVI × SKY-HI「Gemstone」[9]

### キャスト（舞台版）
- 海[10]  - 遠山晶司（梅棒）
- メラ[10] - SHUN（Beat Buddy Boi）
- ハラヂュクJINGUSリーダー（舞台版オリジナルトライブ）[10] - 植木豪
- スンミ[10] - 宮澤佐江
- ブッバ[10] - ACE
- ハシーム[10] - 楢木和也（梅棒）
- 書記長[10] - DOTAMA
- スカンク[10] - 遠藤誠（梅棒）
- テラさん[10] - KEN THE 390
- 謎の少女[10] - 當山みれい
- 野田裕貴（梅棒）
- 櫻井竜彦（梅棒）
- Toyotaka（Beat Buddy Boi）
- RYO（Beat Buddy Boi）
- SHINSUKE（Beat Buddy Boi）
- 塩野拓矢（梅棒）
- 伊藤今人（梅棒）
- 大野愛地
- 魚地菜緒
- YU-YA

## 関連作品
- BORN 2 DIE